# Novovochepshi
Novovochepsi (del ruso: Нововочепший) es un jútor del raión de Teuchezh en la república de Adiguesia de Rusia. Está situado a orillas de la desembocadura del río Psékups en el embalse de Krasnodar, 8 km al oeste de Ponezhukái y 73 km al noroeste de Maikop, la capital de la república. Tenía 169 habitantes en 2010
Pertenece al municipio Vochepsiskoye.